# Mai Tai

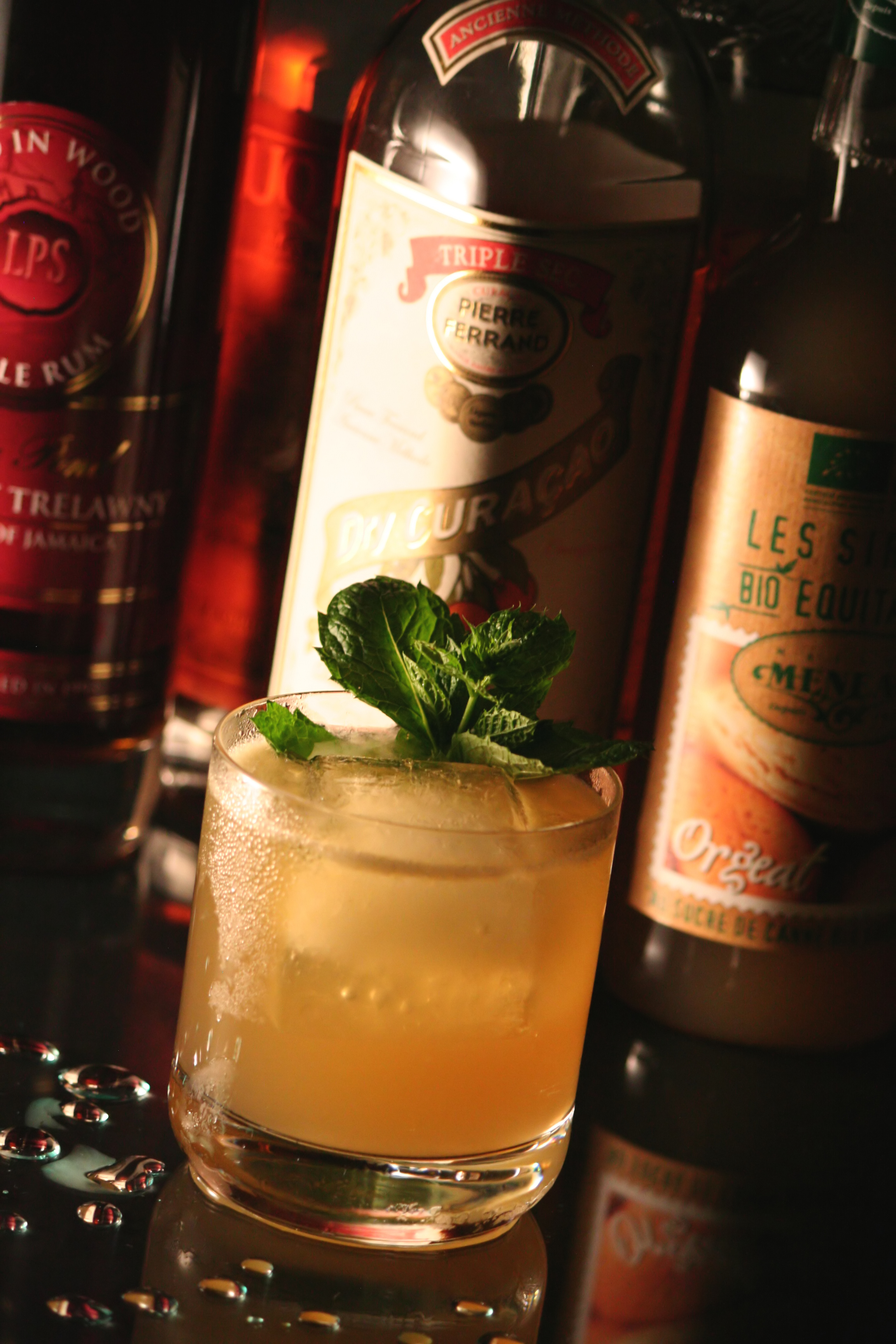
Mai Tai nach historischem Rezept

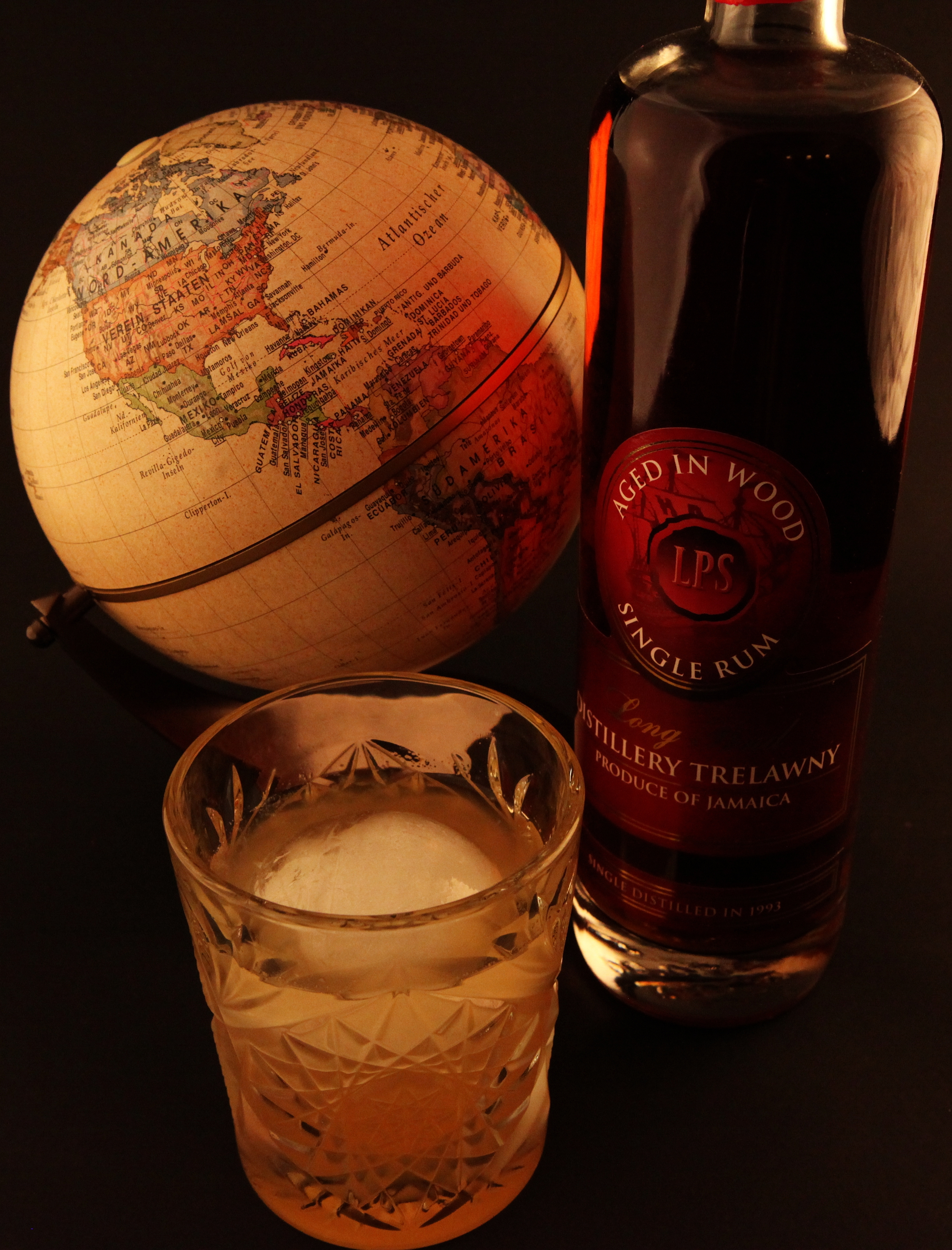
Mai Tai mit 17 Jahre altem Jamaika-Rum (LPS Long Pond), serviert auf einem Eisball.

Mai Tai ist ein weltweit beliebter Rum-Cocktail und Longdrink. Seine klassischen Bestandteile sind Rum, Limettensaft, Orangenlikör und Mandelsirup (Orgeat). Der Name bezieht sich in veränderter Schreibweise auf das tahitianische Adjektiv maita'i „gut“.

## Geschichte
Der Mai Tai wird wie der Zombie zu den Tiki-Drinks gezählt. Das heißt, dass er nicht aus Hawaii, der Südsee oder Polynesien stammt, sondern in den kontinentalen USA geschaffen wurde, um romantische Klischees von einem exotischen Inselparadies zu bedienen.
Victor Bergeron alias Trader Vic nahm für sich in Anspruch, den Mai Tai 1944 in San Francisco erfunden zu haben. Angeblich mixte er ihn für zwei gute Freunde aus Tahiti, Carrie und Eastham Guild, die daraufhin ausgerufen haben sollen: Mai Tai Roa Ae, was in etwa heißt: „Nicht von dieser Welt – Das Beste“. Allerdings veröffentlichte er das Rezept erst 1972 in seinem Buch „Trader Vic’s Bartender’s Guide – Revised“.
Neben Bergeron gibt es eine Reihe von weiteren Personen oder Cocktailbars, die für sich in Anspruch nehmen, den Mai Tai erfunden zu haben:
Zum einen handelt es sich um „Don the Beachcomber“, der nachweislich die erste Bar im Tiki-Stil eröffnete und als Vics größter Konkurrent galt. In seinen Restaurants soll der Mai Tai bereits vor Bergerons Variante unter dem Namen Mai Tai Swizzle erfunden worden sein. Allerdings fanden sich in Dons Variante auch weitere Zutaten wie Granatapfelsaft, Angostura und Pernod. Zwischen Don the Beachcomber und Victor Bergeron kam es sogar zu einem Rechtsstreit, den Bergeron allerdings durch eine außergerichtliche Einigung für sich entscheiden konnte.
Zum anderen beansprucht die Bar des The Royal Hawaiian Hotel, diesen Drink bereits in den 1920er Jahren zubereitet zu haben.
Bergeron hingegen schrieb in seinem „Bartender’s Guide“ von 1972: „Anybody who says I didn’t create this drink is a dirty stinker“ („Jeder, der behauptet, ich hätte den Mai Tai nicht erschaffen, ist ein schmutziger Widerling.“).

## Rezeptur
Das Originalrezept von Trader Vic bestand ursprünglich – umgerechnet in Internationale Einheiten – aus 6 cl eines 17 Jahre fassgelagerten Jamaika-Rums der Marke Wray & Nephew, 1,5 cl Curaçao (Orangenlikör), 0,75 cl Orgeat, 0,75 cl Zuckersirup und 2 cl frisch gepresstem Limettensaft. Alle Zutaten werden mit Eiswürfeln im Cocktail-Shaker geschüttelt, über Crushed Ice in ein Glas abgeseiht und mit einem Minzezweig dekoriert. Als der ursprünglich verwendete Rum nicht mehr zur Verfügung stand, ersetzte ihn Bergeron je zur Hälfte durch einen anderen jamaikanischen Rum und einen Martinique Rum.